# 구예구
구예구(한국어: 고야구, 중국어: 古冶区, 병음: Gǔyě Qū)는 중화인민공화국 허베이성 탕산 시의 행정구역이다. 넓이는 263km2이고, 인구는 2007년 기준으로 360,000명이다.

## 기후
연평균 기온은 10°C이고 연평균 강수량은 590mm이다.

## 행정 구역
6개 가도, 5개 향을 관할한다.
- 가도：林西街道、唐家庄街道、古冶街道、赵各庄街道、吕家坨街道、南范各庄街道。
- 향 : 卑家店乡、王辇庄乡、习家套乡、大庄坨乡、范各庄乡。